# Saverio dalla Rosa

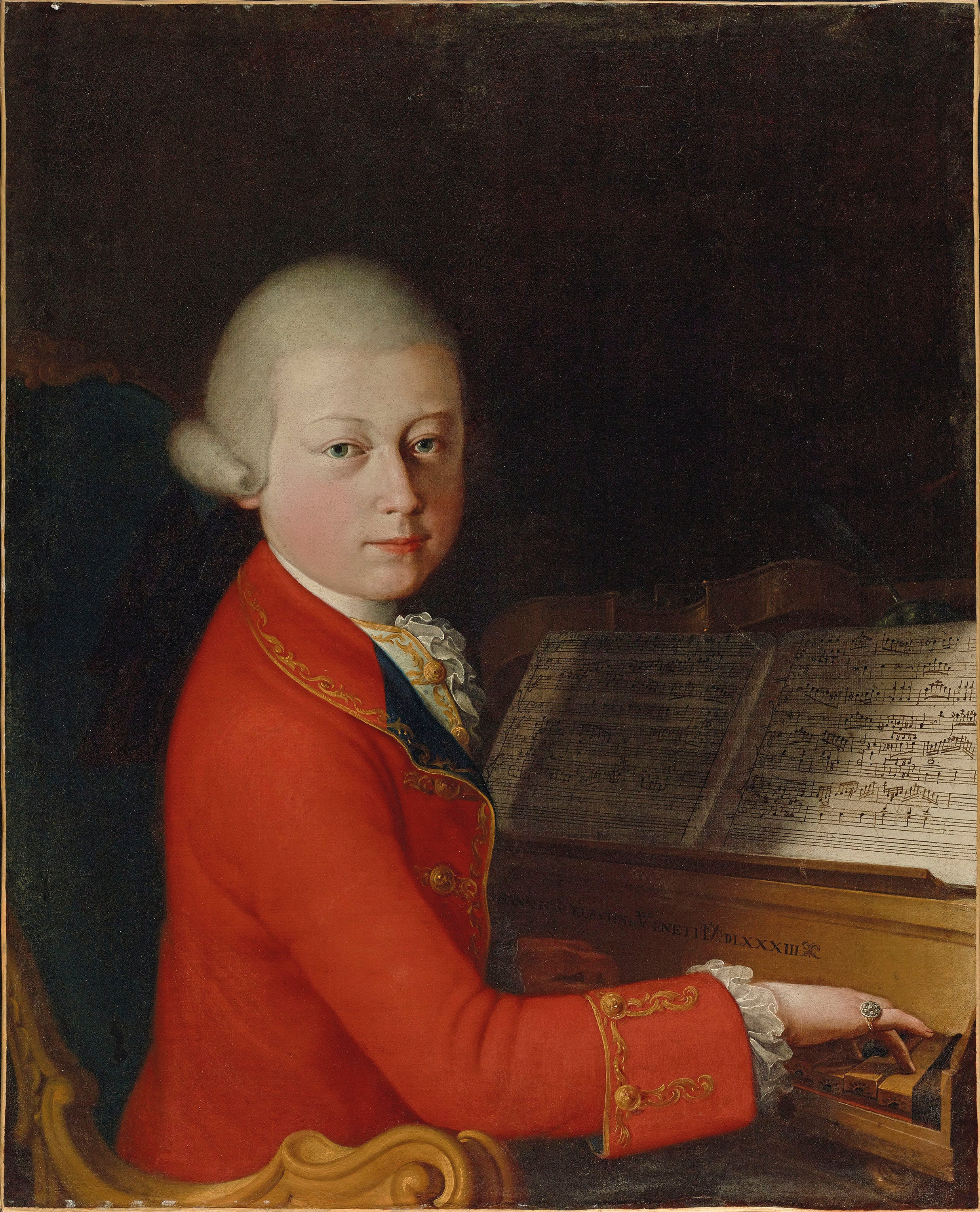
Mozart, com 14 anos, em Verona, 1770, por Saverio Dalla Rosa

Saverio Dalla Rosa (1 de junho de 1741 – 7 de dezembro de 1821) foi um pintor italiano, ativo principalmente em Verona. 

## Biografia
Ele nasceu em Verona e foi treinado ali sob a tutela de Giambettino Cignaroli, seu tio materno. Pintou temas sacros e retratos, incluindo um do jovem Mozart. Realizou afrescos para a Casa Nicolini em Verona. Enviou uma Anunciação para a igreja católica em São Petersburgo, na Rússia. Tornou-se membro da Accademia Clementina em Bolonha.
Em 1806, escreveu um livro intitulado Scuola veronese di pittura, no qual se apresenta como professor de pintura, membro da Accademia Clementina e diretor da Academia de pintura e escultura em Verona.